# Antonio Valencia
Luis Antonio Valencia Mosquera (* 4. August 1985 in Nueva Loja) ist ein ehemaliger ecuadorianischer Fußballspieler. Der 1,81 m große Außenbahnspieler galt als einer der besten aktiven Spieler seines Landes. Neben seiner Schnelligkeit zählte seine hervorragende Technik zu seinen Stärken.

## Verein
Valencia begann seine Fußballerlaufbahn bei Caribe Juniors in seiner Heimatstadt und wechselte 2001 zum Erstligisten CD El Nacional nach Quito, wo er 2003 sein Erstligadebüt gab. Im Sommer 2005 verließ Valencia seinen Verein in Richtung Europa. Er unterschrieb beim spanischen Erstligisten FC Villarreal. Nachdem er in der Hinrunde nur zu zwei Einsätzen in der Primera División gekommen war, wurde er Anfang Januar 2006 an den Zweitligisten Recreativo Huelva ausgeliehen. In der Saison 2006/07 spielte Valencia, ebenfalls auf Leihbasis, bei Wigan Athletic in der englischen Premier League. Der Ausleihvertrag bei Wigan wurde für die Saison 2007/08 verlängert und im Januar 2008 in einen definitiven Wechsel mit Vertrag über dreieinhalb Jahre umgewandelt.
Im Juni 2009 wechselte Valencia zu Manchester United, wo der Ecuadorianer den zu Real Madrid abgewanderten Cristiano Ronaldo ersetzen sollte. Dort konnte er sich als Stammspieler durchsetzen und gewann mit dem Verein in den folgenden Jahren unter anderem die englische Meisterschaft 2011 und 2013, den FA Cup 2016, und die UEFA Europa League 2017. Nachdem er in der Saison 2017/18 bereits den verletzten Kapitän Michael Carrick vertreten hatte, wurde er im Sommer 2018 nach dessen Karriereende regulär zum neuen Mannschaftskapitän ernannt. Verletzungsbedingt kam Valencia in der Saison 2018/19 jedoch nur noch auf neun Pflichtspieleinsätze.
Ende Juni 2019 kehrte Valencia nach Ecuador zurück und schloss sich LDU Quito an. Nach einem Jahr verließ er den Verein wieder und spielte nach vorübergehender Vereinslosigkeit im ersten Halbjahr 2021 in der Clausura noch beim mexikanischen Erstligisten Querétaro FC, ehe er seine Karriere beendete.

## Nationalmannschaft
Sein Debüt für die ecuadorianische Nationalmannschaft gab Valencia bei einem Freundschaftsspiel gegen Honduras in Fort Lauderdale. Beim WM-Qualifikationsspiel gegen Paraguay am 27. März 2005 sorgte er für Aufsehen, da er zum 5:2-Erfolg seiner Mannschaft zwei Tore beisteuerte.
Bei der WM 2006 spielte er in guter Form, schied aber mit seiner Elf gegen England im Achtelfinale aus. Bei der Internetwahl im Rahmen der Wahl des „besten jungen Spielers“ bei der Weltmeisterschaft belegte Valencia, besonders dank der Unterstützung seiner Landsleute, mit Abstand den ersten Platz: Er erhielt 34 % der Stimmen und lag um neun Prozentpunkte vor Cristiano Ronaldo. Die technische Studiengruppe der FIFA, der die Entscheidung über den Sieger vorbehalten war, bestimmte letztlich Lukas Podolski, der bei der Internetwahl Viertplatzierter war, zum „besten jungen Spieler“.

## Erfolge
- UEFA Europa League: 2017
- Englischer Meister: 2011, 2013
- FA Cup: 2016
- EFL Cup: 2017
- FA Community Shield: 2011, 2013, 2016
- Sir Matt Busby Spieler des Jahres: 2012

## Privates
Valencias älterer Bruder Luis Éder (* 1982) ist ebenfalls Fußballspieler und steht derzeit beim unterklassigen ecuadorianischen Verein Rocafuerte SC unter Vertrag.